# Cal Carles (Poboleda)
Cal Carles és una obra de Poboleda (Priorat) protegida com a Bé Cultural d'Interès Local.

## Descripció
Casa senyorial que consta de planta baixa, dos pisos i golfes. A la façana principal es troba la porta d'entrada d'arc de mig punt adovellat i a sobre dels brancals hi ha uns capitells simulats que sustenten l'arc; a la clau de l'arc hi ha un petit relleu. A sobre de la porta hi ha una obertura amb forma de creu. Al primer i segon pis hi ha balcons amb el petit ràfec sustentat per mènsules. A les golfes hi ha petites finestres quadrangulars.
A la part de darrere hi ha un cos afegit amb galeries d'arcs de mig punt que fan de mirador cap al camp i la muntanya.